# Фернандес, Анхель (футболист)
А́нхель Осва́льдо Ферна́ндес Верна́са (исп. Ángel Oswaldo Fernández Vernaza; 2 августа 1971, Мачала, Эквадор) — эквадорский футболист, бывший нападающий известный по выступлениям за «Эль Насьональ», «Эмелек» и сборную Эквадора. Участник Чемпионата мира 2002 года в Японии и Южной Корее.

## Клубная карьера
Фернандес начал свою карьеру выступая за клубы «Ривер Плейт Риос» и «Грин Кросс Манта». В 1992 году он перешёл в «Эмелек», в составе которого дважды выиграл эквадорскую Серию А. За команду Анхель провёл 279 матчей и забил 71 гол за 8 сезонов. В 2000 году он перешёл в «Эль Насьональ». С новым клубом Фернандес в третий раз стал чемпионом Эквадора. В 2005 году он покинул команду и недолго выступал за «Барселону» Гуаякиль, после чего вновь вернулся в «Эль Насьональ», в котором и завершил карьеру в 2006 году.

## Международная карьера
5 июня 1991 года в товарищеском матче против сборной Перу Фернандес дебютировал за сборную Эквадора. 4 июля 1992 года в поединке против Уругвая он забил свой первый гол за национальную команду. Кубок Америки 1993 года стал первым его крупным соревнованием. На турнире он принял участие в матчах против сборных Мексики, Венесуэлы, США, Уругвая, Парагвая и Колумбии. Во встрече против венесуэльцев Анхель отметился «дублем». В 1997 году Фернандес во второй раз защищал честь страны на Кубке Америки, но принял участие всего в одной встрече против сборной Мексики.
В 2001 году Анхель в третий раз принял участие в Кубке Америки. На турнире он сыграл в поединках против сборных Чили, Колумбии и Венесуэлы, в матче против последних он отметился забитым мячом. В начале 2002 года Клебер впервые принял участие в Золотом кубке КОНКАКАФ. На турнире он сыграл в матчах против Канады и Гаити. В том же году Чала попал в заявку на Чемпионат мира в Японии и Южной Корее. На турнире он был запасным и не сыграл ни минуты.

### Голы за сборную Эквадора
| #   | Дата            | Место                      | Противник  | Счёт | Соревнование                          |
| --- | --------------- | -------------------------- | ---------- | ---- | ------------------------------------- |
| 01. | 4 июля 1992     | Монтевидео, Уругвай        | Уругвай    | 3:1  | Товарищеский матч                     |
| 02. | 27 января 1993  | Гуаякиль, Эквадор          | Беларусь   | 1:1  | Товарищеский матч                     |
| 03. | 30 мая 1993     | Кито, Эквадор              | Перу       | 1:0  | Товарищеский матч                     |
| 04. | 15 июня 1993    | Кито, Эквадор              | Венесуэла  | 6:1  | Кубок Америки 1993                    |
| 05. | 15 июня 1993    | Кито, Эквадор              | Венесуэла  | 6:1  | Кубок Америки 1993                    |
| 06. | 2 февраля 1996  | Каракас, Венесуэла         | Венесуэла  | 0:1  | Товарищеский матч                     |
| 07. | 16 февраля 1996 | Эр-Рияд, Саудовская Аравия | Оман       | 0:2  | Товарищеский матч                     |
| 08. | 25 февраля 1996 | Доха, Катар                | Катар      | 1:2  | Товарищеский матч                     |
| 09. | 30 июня 1996    | Портовьехо, Эквадор        | Армения    | 3:0  | Товарищеский матч                     |
| 10. | 17 августа 1996 | Куэнка, Эквадор            | Коста-Рика | 1:1  | Товарищеский матч                     |
| 11. | 17 июля 2001    | Барранкилья, Колумбия      | Венесуэла  | 0:4  | Товарищеский матч                     |
| 12. | 7 октября 2001  | Ла-Пас, Боливия            | Боливия    | 1:5  | Чемпионат мира 2002 отборочный турнир |

## Достижения
Командные
 «Эмелек
- Чемпионат Эквадора по футболу — 1993
- Чемпионат Эквадора по футболу — 1994

 »Эль Насьональ
- Чемпионат Эквадора по футболу — 2006